# Salvador Correia de Sá e Benevides
Salvador Correia de Sá e Benevides (Río de Janeiro, 1602-Lisboa, 1 de enero de 1688) fue un soldado y político portugués. En 1625 luchó contra la invasión holandesa de Salvador en Brasil y tuvo éxito en 1647 en retener Angola y la isla de Santo Tomé frente a los intentos holandeses. Fue gobernador de Río de Janeiro, del Sur de Brasil y de Angola.

## Biografía
Salvador Correia de Sá nació en Cádiz en 1602, en el seno de la noble y poderosa familia de Sá, es bisnieto de Mem de Sá, tercer gobernador general de Brasil y Estácio de Sá, fundador de la ciudad de Río de Janeiro. Su padre era Matím de Sá, miembro de una rancia familia de oligarcas de Río de Janeiro, y su madre María de Benavides, castellana. La familia poseía vastas plantaciones de esclavos y varios de sus miembros habían sido gobernadores de la Capitanía de San Vicente.
Correia de Sá llegó a Brasil en 1615. Desposó a Juana Ramírez de Velasco, opulenta criolla de Tucumán, en 1633. Participó en las capturas de indios que los paulistas llevaban a cabo en el Paraguay.
En 1625 lucha contra la invasión holandesa de Salvador, uniéndose a una flota conjunta portuguesa y española de cincuenta y dos barcos que retoman el control de la antigua capital de Brasil. En 1637 se convierte en gobernador de la capitanía de Río de Janeiro.
En 1641 aclamó a Juan IV de Portugal a comienzos de la guerra de Restauración portuguesa, aunque sin entusiasmo y exhortado a ello por los jesuitas, lo que le cuesta muchas de las posesiones que tenía en Perú y España. Las sospechas de ser partidario de los Habsburgo hicieron que la corte portuguesa lo destituyese del gobierno de Río. Volvió a Portugal y se congració con el rey, lo que le supuso en 1643 ser designado general de las flotas de Brasil y miembro del Consejo de Ultramar. Volvió a Brasil en 1645. Para resolver el problema de la ocupación holandesa en África, en 1647 mandó una flota que recuperó Angola y São Tomé e Príncipe para luego fue designado gobernador de Angola.
Desde 1658 y hasta 1662, fue gobernador y capitán general de la capitanía del sur de Brasil. Regresa a Portugal, donde permanece hasta su muerte como miembro del Consejo de Ultramar. En 1678, se ofrece como voluntario para mandar una expedición a Angola para aplacar la rebelión cerca de Mombasa, pero su avanzada edad no le permite concretar dicha propuesta. Falleció en 1688.
Fue hidalgo de la Casa Real de Portugal, caballero de la Orden de Cristo y padre del I vizconde con Grandeza de Asseca (con rango de conde).